# Принц, Фредди (младший)
Фре́дерик Джеймс «Фре́дди» Принц-мла́дший (англ. Frederick James "Freddie" Prinze, Jr.; род. 8 марта 1976) — американский актёр, продюсер и сценарист.

## Юность
Фредди Принц-младший родился 8 марта 1976 года в Лос-Анджелесе, Калифорния, США и был единственным ребёнком в семье. Его отец — популярный в 70-е годы XX века комик Фредди Принц (1954—1977), застрелился в результате затяжной депрессии, когда сыну не было и года, мать — агент по недвижимости Кэти Элейн Кохрэн. Фредди имеет испанское происхождение со стороны отца.
Вырос в Альбукерке, штат Нью-Мексико. В детстве часто проводил лето в Пуэрто-Рико со своей бабушкой по отцовской линии. Там он узнал об испанской культуре, свободно владеет испанским и итальянским языками. Фредди закончил La Cueva High School в Альбукерке и позже переехал в город, где родился — Лос-Анджелес.

## Карьера

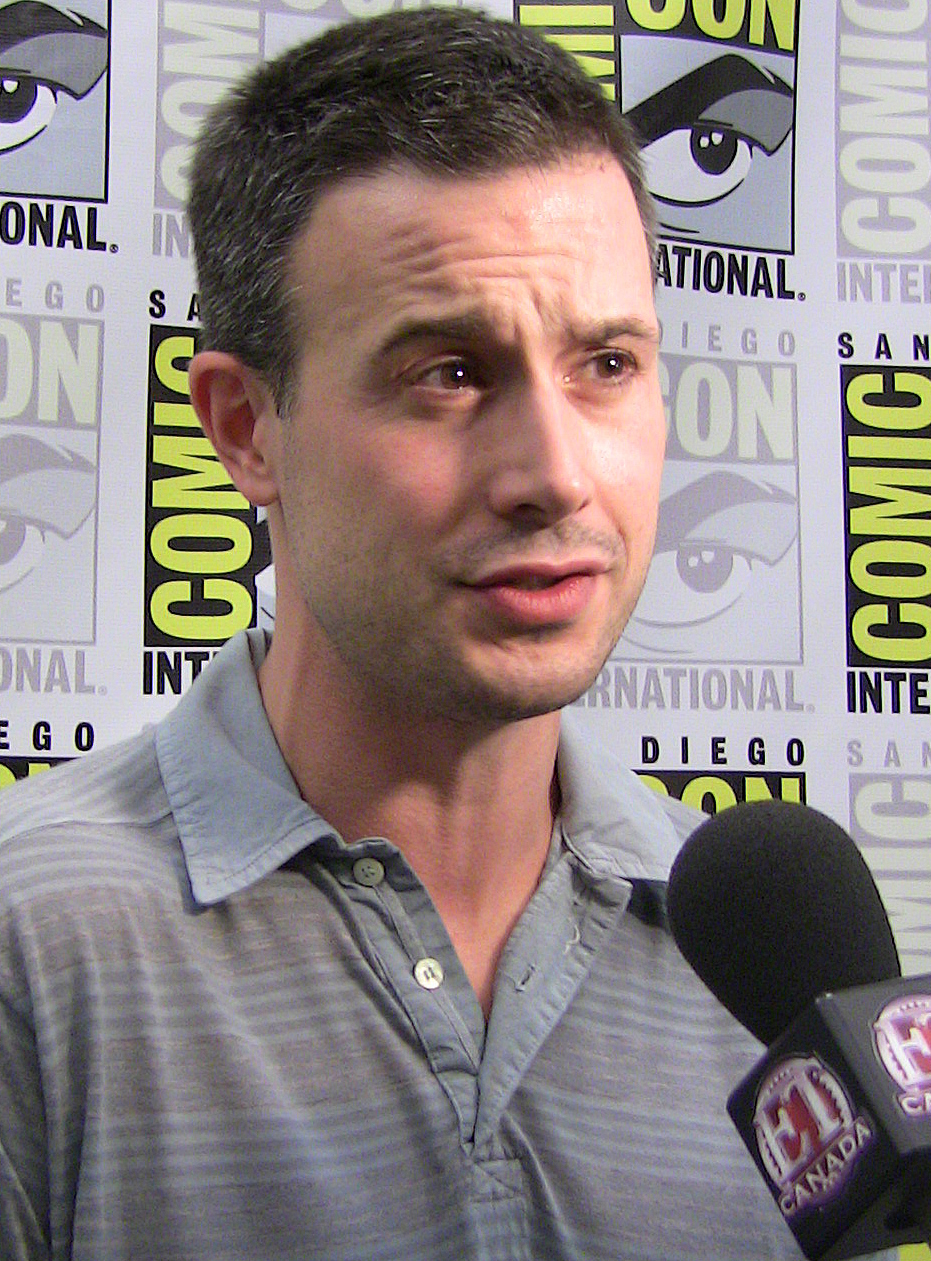
Фредди Принц мл. в 2009 году.

Первую роль Фредди Принц-младший сыграл в 1995 году в телесериале «Семейка Маттерсов». В последующие годы Принц начал сниматься в молодёжных фильмах, к примеру, «Я знаю, что вы сделали прошлым летом» и его продолжении «Я всё ещё знаю, что вы сделали прошлым летом». А в 1999 году снялся в фильме «Это всё она», роль в котором принесла ему мировую известность.
Позднее Фредди сыграл главные мужские роли в фильмах: «Командир эскадрильи», «Только ты и я», «Мальчики и девочки», «Вверх тормашками» и «Летние игры». В 2000 году журнал People назвал Принца одним из 50-ти самых красивых людей мира.
В 2002 году Фредди сыграл Фреда Джонса, персонажа фильма «Скуби-Ду», а в 2004 году сыграл в его сиквеле «Скуби-Ду 2: Монстры на свободе». Он был приглашённой звездой в сериале «Друзья». С 2005 по 2006 год играл главную роль в сериале «Фредди». Известен также как актёр озвучивания. Озвучивал главных персонажей мультфильмов «Новые приключения Золушки» и «Дельго», а также персонажа игры Mass Effect 3 Джеймса Вегу. Озвучивал персонажа игры Dragon Age: Inquisition Железного Быка.
В 2008—2009 и 2010—2011 годах сотрудничал с рестлинг-промоушном WWE в роли сценариста, продюсера, режиссёра и экранного персонажа.
В марте 2019 года Принц играл роль отца Нэнси Дрю, Карсона Дрю, в телесериале «Нэнси Дрю», но позже был заменен Скоттом Вулфом. Он также озвучил Тима и Джима в мультсериале «Ким Пять-с-плюсом» и «Ким Пять-с-плюсом: Борьба во времени».

## Личная жизнь

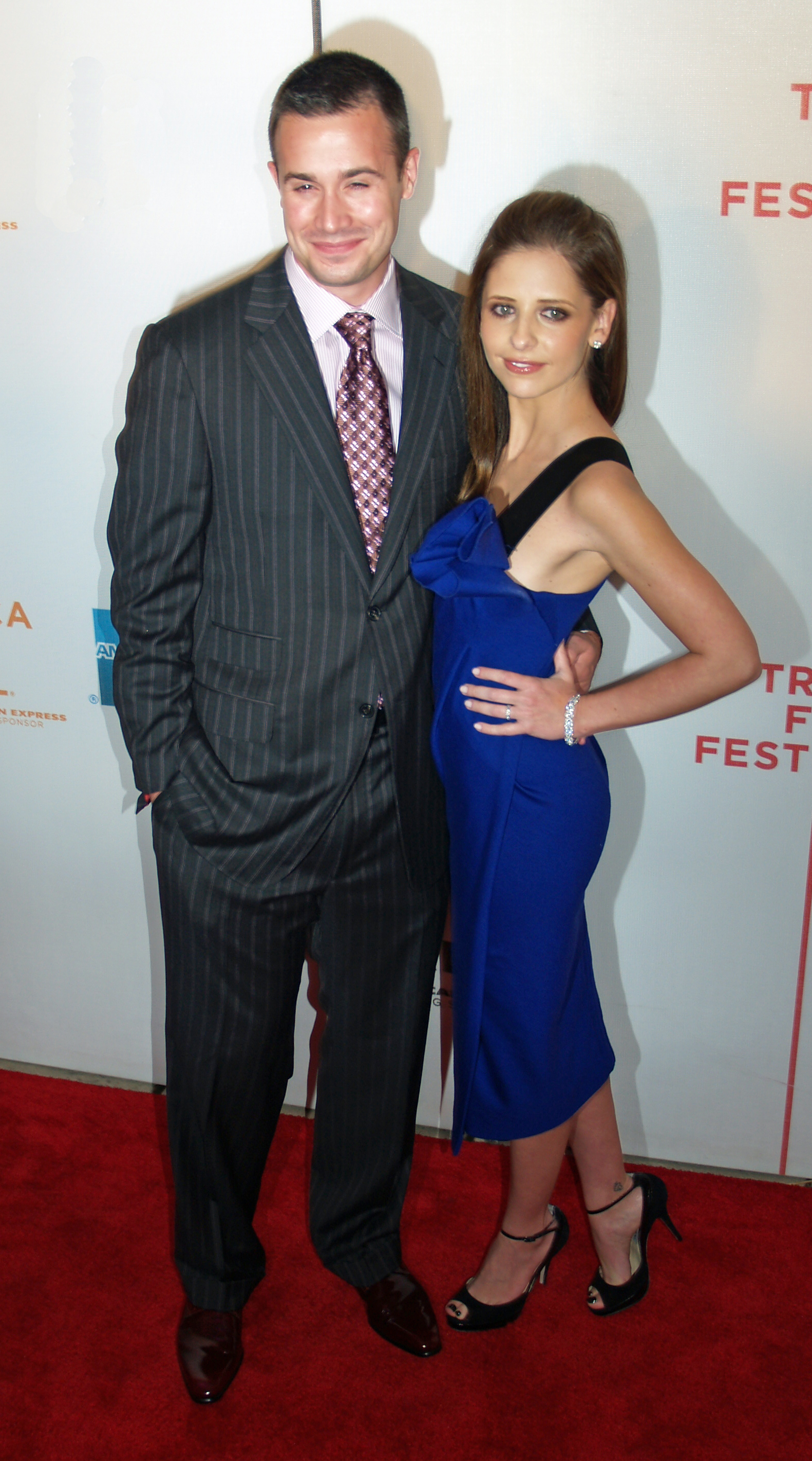
Фредди с женой Сарой Мишель Геллар.

Встречался с актрисой Кимберли МакКалло в течение трёх лет. В 2002 году Фредди Принц — младший женился на актрисе Саре Мишель Геллар. Церемония прошла в Пуэрто-Вальярта, Халиско. Позже Сара изменила имя на Сара Мишель Принц. 19 сентября 2009 года у супругов родилась дочь, которую назвали Шарлотта Грейс Принц (англ. Charlotte Grace Prinze), а 20 сентября 2012 года на свет появился их сын Рокки Джеймс Принц (англ. Rocky James Prinze).
Фредди также любит танцы и коллекционирует комиксы, является фанатом лондонского футбольного клуба «Арсенал» и поклонником восточно-азиатского кино.

## Фильмография
| Год       |    | Русское название                             | Оригинальное название                 | Роль                        |
| --------- | -- | -------------------------------------------- | ------------------------------------- | --------------------------- |
| 1995      | с  | Дела семейные                                | Family Matters                        | жёсткий парень              |
| 1996      | ф  | Джиллиан на день рождения                    | To Gillian on Her 37th Birthday       | Джой Бост                   |
| 1997      | ф  | Я знаю, что вы сделали прошлым летом         | I know what you did last summer       | Рэй Бронсон                 |
| 1997      | ф  | Дом, где говорят — Да                        | The House of Yes                      | Энтони Паскаль              |
| 1998      | ф  | Денежные короли                              | Money kings                           | Тони                        |
| 1998      | ф  | Я всё ещё знаю, что вы сделали прошлым летом | I Still Know What You Did Last Summer | Рэй Бронсон                 |
| 1999      | ф  | Это всё она                                  | She's All That                        | Зак                         |
| 1999      | ф  | Командир эскадрильи                          | Wing Commander                        | Кристофер Блэр              |
| 2000      | ф  | Только ты и я                                | Down to You                           | Эл Коннелли                 |
| 2000      | ф  | Мальчики и девочки                           | Boys and Girls                        | Райан Уокер                 |
| 2001      | ф  | Вверх тормашками                             | Head Over Heels                       | Джим Уинстон                |
| 2001      | ф  | Летние игры                                  | Summer Catch                          | Райан Данн                  |
| 2002      | ф  | Скуби-Ду                                     | Scooby-Doo                            | Фред Джонс                  |
| 2002      | с  | Друзья                                       | Friends                               | Сэнди                       |
| 2004      | ф  | Скуби-Ду 2: Монстры на свободе               | Scooby-Doo 2: Monsters Unleashed      | Фред Джонс                  |
| 2004—2006 | с  | Юристы Бостона                               | Boston Legal                          | Донни Крейн                 |
| 2005—2006 | с  | Фредди                                       | Freddie                               | Фредди Морено               |
| 2005      | мс | Робоцып                                      | Robot Chicken                         | Фред Джонс                  |
| 2006      | с  | Джордж Лопез                                 | George Lopez                          | Фредди                      |
| 2006      | мф | Наживка для акулы                            | Shark Bait                            | Пи                          |
| 2007      | мф | Новые приключения Золушки                    | Happily N'Ever After                  | Рик                         |
| 2007      | ф  | Законы Бруклина                              | Brooklyn Rules                        | Майкл Тёрнер-младший        |
| 2008      | мф | Дельго                                       | Delgo                                 | Дельго                      |
| 2008      | ф  | Как Джек встретил Джилл                      | Jack and Jill vs. the World           | Джек                        |
| 2010      | с  | 24 часа                                      | 24                                    | Коул Ортис                  |
| 2013      | с  | Ведьмы Ист-Энда                              | Witches of East End                   | Лео                         |
| 2013      | с  | Кости                                        | Bones                                 | Дэнни                       |
| 2014      | с  | Звёздные войны: Повстанцы                    | Star Wars Rebels                      | Кэнан Джаррус (озвучивание) |
| 2022      | ф  | Рождество с тобой                            | Christmas with You                    | Мигель Торес                |
| 2025      | ф  | Я знаю, что вы сделали прошлым летом         | I Know What You Did Last Summer       | Рэй Бронсон                 |